# Jönköpings SS
Jönköpings SS, pełna nazwa Jönköpings Schacksällskap – szwedzki klub szachowy z siedzibą w Jönköping.

## Historia
Klub został założony w 1898 roku. W 1973 roku klub awansował do Division I. W sezonie 1976//1977 klub spadł z ligi, a rok później powrócił do Division I. W sezonie 1978/1979 zespół awansował do ścisłego finału mistrzostw Szwecji. W 1982 roku zespół ponownie awansował do fazy finałowej mistrzostw, zajmując w niej czwarte miejsce. W klubie grał w tym okresie Lars-Åke Schneider. W 1984 roku zespół spadł z Division I. W 1985 roku zespół spadł do Division III.
Po reformie rozgrywek i utworzeniu Elitserien klub występował w Division III, którą wygrał w 1991 roku, uzyskując awans. W 1996 roku Jönköpings SS spadł do Division III, a od 1997 roku grał ligę wyżej. W 2000 roku klub został zdegradowany do Division III. W późniejszym czasie klub przyjął nazwę Jönköping-Huskvarna SK. Ten zespół w 2008 roku awansował do Division II, którą wygrał rok później. W 2009 roku powrócono do nazwy Jönköpings SS. W 2012 roku klub spadł z Division I, do której powrócił rok później. W 2019 roku nastąpił spadek do Disivion II. W sezonie 2023/2024 klub awansował do Division I.